# 書道ガールズ!! わたしたちの甲子園
『書道ガールズ!! わたしたちの甲子園』（しょどうガールズ わたしたちのこうしえん）は、2010年5月15日に公開された日本映画。

## 概要
折からの不況の影響で活気を失っていた日本一の紙の町・愛媛県四国中央市で、愛媛県立三島高等学校書道部の部員達が我が町を盛り上げようと、地元のイベントやショッピングセンターなどで書道パフォーマンスを始めたところ、地元テレビ局の南海放送の密着取材がドキュメンタリー番組『NNNドキュメント』で取り上げられたり、やがて日本テレビの情報番組『ズームイン!!SUPER』で中継され、徐々に知名度を上げていった。
2008年7月には、地元の祭り「四国中央紙まつり」の中で、第1回書道パフォーマンス甲子園が開催され、その模様を『ズームイン!!SUPER』で放送したところ大きな反響を呼び、一躍その名が全国に知れ渡ることになる。この実話を基にこの作品が作られることとなった。
まず四国中央市でロケが行われ、その後、場所を埼玉県熊谷市に移してロケが行われた。全国公開に先立ち、愛媛県内で先行公開された。
全国公開を前にした2010年4月27日、池袋サンシャインシティ噴水広場にて書道パフォーマンスイベントを行った。FUNKY MONKEY BABYSが生で歌う主題歌「大切」にあわせ、映画では実現しなかった書道部女子部員5人での巨大書道パフォーマンスを披露した。同日にはシネマサンシャイン池袋で舞台挨拶付完成披露試写会が行われた。
公開初日に新宿バルト9、川崎チネチッタで舞台挨拶が行われた。書道ガールズの5名が「祈大ヒット」の言葉を一文字ずつ書くというパフォーマンスを披露した。
カンヌでは第63回カンヌ国際映画祭マーケットに出品されたこの作品のPRのため、愛媛県立三島高等学校（映画のモデル校）書道部の生徒6人とともに、主演の成海璃子がパフォーマンスを披露した。「書道ガールズ」としての活動はこれが最後になる予定。
公開初日2日間（2010年5月15日-16日）の映画観客動員ランキング（興行通信社調べ）で初登場第10位となり、ぴあ調査による5月14日、15日公開の映画の満足度ランキングでは第1位となった。
『金曜ロードSHOW!』（日本テレビ）特別ドラマ企画『リバース〜警視庁捜査一課チームZ〜』（主演:松坂桃李、杏）の放送がアルジェリア人質事件の影響で、当初予定していた2013年1月25日から延期されることとなり、代替として本作が放送された。なお、延期となっていた『リバース〜警視庁捜査一課チームZ〜』は同年4月5日に改めて放送された。

## ストーリー
書道家の父を持つ書道部部長の里子は、書道に対する姿勢で他の部員と衝突してばかり。そんな時、産休に入った教員の代わりとして、臨時教師の池澤が赴任してくる。書道部の顧問となった彼は、まったく教える気がないどころか、里子の書を見てつまらないと言い放つ。面白くない里子だったが、彼が生徒たちの前で音楽に乗せて書を書くパフォーマンスを見せたことをきっかけに、部の中で何かが大きく変わり始める。

## 出演
- 早川里子 ：成海璃子

愛媛県立四国中央高等学校の書道部部長。実家が書道教室。臨時できた池澤に出会うまでは書道に興味がなく、苦行の日々だった。
- 篠森香奈：桜庭ななみ

書道部副部長で里子の親友。時に対立する。
- 岡崎美央：山下リオ

書道部員。里子のライバル。将来の夢は書道の先生。
- 好永清美：高畑充希

書道部員。人の気持ちを読むのが苦手でよくKYと言われる。実家が書道用品の販売店だが不景気が原因で店をたたむこととなり、広島へ移住する。
- 山本小春：小島藤子

書道部員。中学時代にいじめにあったことがトラウマとなり、いつもヘッドホンをつけて心を閉ざしている。無口なのが特徴。書道は彼女の心の支えであり唯一の感情表現だった。
- 池澤宏人：金子ノブアキ（RIZE）

書道部臨時顧問。書道家を目指していたが、書道が苦行になり、師匠から「お前の書からは何も伝わってこない、つまらない字だ」と言われた。書道部の彼女たちに何も教えられないと思い、いつもゲームをして心を閉ざしている。
- 市ノ瀬誠：森崎ウィン

書道部員。
- 中野卓也：森岡龍

書道部員。
- 村上悟：坂口涼太郎

書道部員。
- 高田智也：市川知宏

里子の幼なじみ。
- 里子の父：山田明郷
- 里子の母：朝加真由美
- 美央の母：宮崎美子
- 清美の父：おかやまはじめ
- 高田秀雄：織本順吉

智也の祖父。
- 伊予寒川駅駅員：森本レオ
- 愛媛県立三島高等学校書道部
- 埼玉県立川口高等学校書道部
- 埼玉県立松山女子高等学校書道部
- 商店街の魚屋の主人：羽鳥慎一（制作当時日本テレビアナウンサー）
- テレビ局のキャスター：山本舞衣子（制作当時日本テレビアナウンサー）

## スタッフ
- 監督：猪股隆一
- 脚本：永田優子
- 製作指揮：宮崎洋、城朋子
- 製作者：大山昌作
- エグゼクティブプロデューサー：奥田誠治
- CO・エグゼクティブプロデューサー：菅沼直樹・西山美樹子・千葉知紀・神蔵克
- プロデューサー：藤村直人、坂下哲也
- 協力プロデューサー：笠原陽介
- 音楽：岩代太郎
- 企画：ズームイン!!SUPER
- 撮影：市川正明
- 照明：大内一斎
- 録音：井家眞紀夫
- 美術プロデューサー：北島和久
- 美術：高野雅裕
- 装飾：山田好男
- 記録：舘野弘子
- VFX：西村了
- 編集：松竹利郎
- スケジュール：足立内仁章
- 助監督：田部井稔
- 製作担当：田中盛広
- 書道監修：石飛博光
- 企画協力：服部一啓（元愛媛県立三島高等学校書道部顧問）
- 特別協力：四国中央市、愛媛県立三島高等学校、南海放送
- 協賛：大王製紙
- 宣伝：アルシネテラン
- 配給：ワーナー・ブラザース映画
- 製作プロダクション：日テレアックスオン
- 企画・製作：日本テレビ放送網

## 主題歌
- FUNKY MONKEY BABYS「大切」（DREAMUSIC）

## 挿入歌
- アンジェラ・アキ「手紙 〜拝啓 十五の君へ〜」（エピックレコードジャパン）
- MONGOL800「小さな恋のうた」
- 小泉今日子「学園天国」（ビクターエンタテインメント）
- 村田英雄「王将」
- 西尾由佳理、羽鳥慎一「由佳理と笛」

## ロケ地

### 愛媛県四国中央市
- 四国中央市役所本庁舎…市役所のシーン。耐震強度に問題があるため、東側に移転新築され、旧庁舎は解体済み。
- 愛媛県立土居高等学校…顧問の池澤がグラウンドで書道パフォーマンスを披露した場所。体育館入口階段で里子と池澤のシーンを撮影。
- 中通り商店街…好永文具店のある商店街。老朽化のため、アーケードは西門の部分だけをわずかに残して撤去された。西門には書道ガールズのロゴが記されている。
- 豊岡海岸、豊岡川河口堤防…里子の通学路。堤防に座っていた場所。予告編ラストシーンをクレーンカメラで撮影。
- 手芸サロンユッカ（中通り商店街）…好永文具店のシーンを撮影。
- 伊予寒川駅…小春・池澤との別れのシーンを撮影。2番線待合所は撤去された。駅北側に巨大な紙工場が建設され2番線待合所跡からは海が見えなくなった。
- 宇田武夫製紙所…工場が燃えるシーンなどを撮影。
- 藤原製紙所…手漉きのシーンなどを撮影。
- 四国中央市土居庁舎…病院の外観を撮影。
- 三島公園子供広場…清美が1人書道パフォーマンスの練習をしていた場所。
- 伊予三島駅前通り商店街…消防車の走るシーンなどを撮影。
- Bar Luke…美央のバイト先。既に閉店。
- 栄町東通りの飲み屋街…美央がバイト先に出入りしているシーンを撮影。
- 寒川豊岡海浜公園…堤防に座っていた場所。里子の通学路。
- 広田電気商会…町の電気屋さん。現在は県道124号拡幅により斜め向かいに移転。
- 三島医療センター（旧愛媛県立三島病院）…病院内部のシーンを撮影。2025年に四国中央病院が移転して来る為、現在の建物は取り壊される予定。
- フジグラン川之江…別館連絡通路別館側入口付近で撮影。
- 松山自動車道側道（市道中曽根寒川側道線）石床川付近…里子の通学路。
- リフレッシュメイク・リッツ…店の前の道を約300m南下した辺りで、体力づくりの為に走り込みをしているシーンを撮影。

### 埼玉県熊谷市
- 妻沼運動公園体育館[8]

## ソフト化
2010年9月17日発売。発売・販売元はバップ。
- 書道ガールズ!! わたしたちの甲子園 DVD版（初回生産分は特典DVD付き2枚組）
  - ディスク1：本編DVD
    - 映像特典
      - メイキング「四国中央高校・書道部ドキュメント!〜わたしたちの撮影現場〜」
      - 劇場予告編・TVスポット集

  - ディスク2：特典DVD（初回生産分限定）
    - もう一つのドキュメント!?“僕たち、書道ボーイズ!!”
    - 祝公開!!初日舞台挨拶
    - 映画クライマックス 完全ノーカット“書道パフォーマンス甲子園”!!

  - 封入特典
    - ブックレット〜書道ガールズ・思い出のアルバム〜

  - 特製アウターケース付き
- 書道ガールズ!!わたしたちの甲子園 ブルーレイ版（1枚組）
  - 映像特典（DVD初回生産版と同様）